# فرقه سوسیال دموکرات (ترکیه)
فرقۀ سوسیال دموکرات یا حزب سوسیال دموکرات (به ترکی: Sosyal Demokrat Fırkası) یک حزب سیاسی کمونیست در کشور ترکیه بود. این حزب تحت تأثیر انقلاب اکتبر در دسامبر ۱۹۱۸ در استانبول به وسیلۀ جمعی از روشنفکران سوسیالیست اهل کشور ترکیه همچون حسن رضابَی، کاظم بَی، یورگاکی افندی، لَبیب بَی، جمال افندی، سالم بَی، محمد اسد بَی، عثمان نوری‌بَی و عبدالله بَی تأسیس شد.

## تاریخچه
فرقۀ سوسیال دموکرات متأثر از انقلاب اکتبر در روسیه به وسیلۀ جمعی از روشنفکرانی تأسیس شد که در بین‌الملل دوم که مقر آن در بروکسل بود مشارکت داشتند. این حزب به دلیل فقدان هر بودجه و نیز دسترسی به رسانه امکان سازماندهی نیافت و اگرچه در انتخابات سراسری ۱۹۱۹ نیز شرکت کرد، اما موفقیتی به دست نیاورد. حزب سوسیال دموکرات تلاش کرد تا کارگران و مغازه‌داران خُرد را با هدف انتشار عقاید سوسیالیستی سازماندهی کند. حزب پس از پایان انتخابات ۱۹۱۹ به مرور زمان منحل شد.